# Allium jodanthum
Allium jodanthum är en amaryllisväxtart som beskrevs av Aleksei Ivanovich Vvedensky. Allium jodanthum ingår i släktet lökar, och familjen amaryllisväxter. Inga underarter finns listade i Catalogue of Life.